# Салангана мала
Саланга́на мала (Collocalia troglodytes) — вид серпокрильцеподібних птахів родини серпокрильцевих (Apodidae). Ендемік Філіппін.

## Опис
Довжина птаха становить 9 см, довжина крила становить 86-96 мм, вага 4,5-6,8 г. Верхня частина тіла темна, чорнувато-коричнева, На надхвісті вузька контрастна біла смуга. Нижня сторона тіла пістрява, горло і верхня частина грудей переважно сірувато-коричневі, верхня частина живота більш світла.

## Поширення і екологія
Малі салангани мешкають більшості островів Філіппінського архіпелагу, за винятком островів Сулу. Їх часто можна побачити в польоті над тропічними лісами або над водоймами. Птахи живляться комахами, яких ловлять в польоті. Гніздяться в печерах. Гніздо робиться з рослинного матеріалу і слини, в кладці два яйця розміром 16×10 мм.